# Trigonométrie sphérique
La trigonométrie sphérique est un ensemble de relations analogues à celles de la trigonométrie euclidienne mais portant sur les angles et distances repérés sur une sphère.
La figure de base est le triangle sphérique, délimité non plus par des segments de droites mais par des arcs de demi-grands cercles de cette sphère. Les règles habituelles de la trigonométrie euclidienne ne sont pas applicables ; par exemple la somme des angles d'un triangle situé sur une sphère, s'ils sont exprimés en degrés, est supérieure à 180 degrés.

## Triangle sphérique

### Conventions

Triangle sphérique avec ses grands cercles et ses angles au centre (l’angle a s’identifie à BC si on suppose le rayon égal à 1)

On considère trois points A, B et C sur une sphère comme représentés par la figure ci-contre, ainsi que les arcs de grands cercles qui les relient. On note α (parfois {\displaystyle {\hat {A}}}) l'angle du triangle au sommet A, et de façon analogue pour les autres sommets. On note a, b et c les angles sous-tendus au centre O de la sphère par la partie de grand cercle correspondante. Ainsi a désigne l'angle {\displaystyle {\widehat {\mathrm {BOC} }}}, etc.
Bien entendu les longueurs se déduisent de a, b et c en les multipliant par le rayon de la sphère, quand les angles sont exprimés en radians (ou en les multipliant par πR/180 quand ils sont exprimés en degrés).
La somme des angles d'un triangle sphérique peut varier entre 180 et 540° (entre π et 3π radians),.
Par la suite, ne seront considérés que des triangles non dégénérés (dont tous les angles sont strictement compris entre l'angle nul et l'angle plat).

### Formules fondamentales

#### Formule des cosinus et relation duale
L'une des relations les plus importantes de la trigonométrie sphérique, donnée par François Viète en 1593 dans son De Varorium est la formule des cosinus, qui relie la longueur d'un côté à celles de deux autres côtés ainsi qu'à l'angle entre eux :
{\displaystyle \cos c=\cos a\,\cos b+\sin a\,\sin b\,\cos \gamma ~,}
qu'il ne faut pas confondre avec la relation duale, obtenue en remplaçant dans cette relation tous les grands cercles par leurs points polaires :
{\displaystyle \cos \gamma =-\cos \alpha \,\cos \beta +\sin \alpha \,\sin \beta \,\cos c~.}
La formule des cosinus se démontre de plusieurs façons. L'une d'elles consiste à exprimer de différentes manières le produit scalaire, dans l'espace euclidien ambiant, entre les vecteurs reliant le centre O de la sphère aux points A et B. Une autre est détaillée ci-dessous.

##### Exemple d'application
La formule des cosinus permet notamment de calculer la distance entre deux points A et B sur la Terre modélisée par une sphère, en fonction de leurs latitudes et longitudes. Pour cela, on place C au pôle nord, de sorte que b est le complémentaire de la latitude ϕA de A, a le complémentaire de celle ϕB de B, et γ la différence de longitude {\displaystyle \Delta \lambda =\lambda _{\mathrm {B} }-\lambda _{\mathrm {A} }}. On obtient directement :
{\displaystyle d_{\mathrm {AB} }=R\,c=R\arccos {\left(\sin \phi _{\mathrm {A} }\sin \phi _{\mathrm {B} }+\cos \phi _{\mathrm {A} }\cos \phi _{\mathrm {B} }\cos \Delta \lambda \right)}},
où R ≈ 6 371 km est le rayon terrestre moyen.
Dans le cas où les points A et B se situent sur l'équateur, les sinus sont nuls, les cosinus sont égaux à 1 et l'expression se simplifie en 
{\displaystyle d_{\mathrm {AB} }=R\Delta \lambda } .
Dans le cas où les points A et B se situent sur un même méridien, {\displaystyle \Delta \lambda =0} , donc son cosinus est égal à un et l'expression entre parenthèses revient au cosinus de la différence des latitudes. On obtient donc :
{\displaystyle d_{\mathrm {AB} }=R\left(\phi _{\mathrm {B} }-\phi _{\mathrm {A} }\right)} .
Ces deux cas particuliers sont essentiels pour la navigation (bateaux et avions) car ils permettent de définir le mille marin (en anglais : nautical mile) comme la distance correspondant à une minute d'angle aussi bien sur l'équateur que sur un méridien.
Pour un rayon terrestre R  = 6 371 km , un mille marin est donc égal approximativement à 1 853,248 m, alors que sa valeur conventionnelle depuis 1929 est égale à 1 852 m (valeur entière).

#### Formule des sinus
On remarque que d'après la relation duale évoquée précédemment, un triangle sphérique est déterminé par ses trois angles, ce qui est très différent du cas du triangle euclidien (plan). Il y a une analogie parfaite (de dualité), dans le triangle sphérique, entre longueurs des côtés et angles aux sommets. La formule des sinus illustre cette analogie :
{\displaystyle {\frac {\sin a}{\sin \alpha }}={\frac {\sin b}{\sin \beta }}={\frac {\sin c}{\sin \gamma }}~,}
ou encore :
{\displaystyle \sin a:\sin b:\sin c=\sin \alpha :\sin \beta :\sin \gamma ~,}
ce qui doit se comprendre comme « les trois quantités de gauche sont dans les mêmes proportions que les trois quantités de droite (le rapport entre deux quelconques à gauche est le même que le rapport correspondant à droite) ».

#### Troisième formule fondamentale et relation duale
La formule des cosinus peut également s'écrire sous la forme :
{\displaystyle \cos \gamma ={\frac {\cos c-\cos a\,\cos b}{\sin a\,\sin b}}~.}
Des expressions analogues pour cos α et cos β on déduit ce qui est parfois appelé[réf. nécessaire] la troisième formule fondamentale de la trigonométrie sphérique (les deux premières étant celles des cosinus et des sinus), qui relie trois longueurs à deux angles du triangle :
{\displaystyle \sin c\cos \beta =\sin a\cos b-\cos a\sin b\cos \gamma ~.}
Il est intéressant de remarquer la similarité avec la formule des cosinus
{\displaystyle \cos c=\cos a\,\cos b+\sin a\,\sin b\,\cos \gamma ~}.
La relation duale peut quant à elle s'écrire :
{\displaystyle \sin \gamma \cos b=\sin \alpha \cos \beta +\cos \alpha \sin \beta \cos c~,}
à comparer avec la relation duale de la formule des cosinus
{\displaystyle \cos \gamma =-\cos \alpha \,\cos \beta +\sin \alpha \,\sin \beta \,\cos c~}.

#### Formule des cotangentes
À partir de la troisième formule fondamentale, on obtient aisément la dernière formule dite des cotangentes, qui relie quatre éléments successifs du triangle sphérique :
{\displaystyle \sin c\cot b=\sin \alpha \cot \beta +\cos \alpha \cos c~.}
Pour obtenir cette formule, il suffit de diviser la relation duale de la troisième formule fondamentale par sin β puis d'utiliser la formule des sinus.

### Autres formules

#### Formules des demi-angles et demi-côtés
Soit s = 1/2(a + b + c) le demi-périmètre du triangle. Alors on a :
{\displaystyle \tan ^{2}{\frac {\gamma }{2}}={\frac {\sin(s-a)\,\sin(s-b)}{\sin s\,\sin(s-c)}}}
et pour les formules duales, avec σ = 1/2(α + β + γ) :
{\displaystyle \tan ^{2}{\frac {c}{2}}=-{\frac {\cos \sigma \,\cos(\sigma -\gamma )}{\cos(\sigma -\alpha )\,\cos(\sigma -\beta )}}}.
Ces formules qui, comme la relation fondamentale, lient un angle au centre aux trois côtés du triangle sphérique ne contiennent pas de somme. Elles étaient très utilisées pour les calculs pratiques à l'aide de tables de logarithmes.

#### Formules de Gauss
Les égalités suivantes sont attribuées à Gauss  :
{\displaystyle {\frac {\cos {\frac {a+b}{2}}}{\cos {\frac {c}{2}}}}={\frac {\cos {\frac {\alpha +\beta }{2}}}{\sin {\frac {\gamma }{2}}}}} et {\displaystyle {\frac {\sin {\frac {a+b}{2}}}{\sin {\frac {c}{2}}}}={\frac {\cos {\frac {\alpha -\beta }{2}}}{\sin {\frac {\gamma }{2}}}}}
ainsi que :
{\displaystyle {\frac {\cos {\frac {a-b}{2}}}{\cos {\frac {c}{2}}}}={\frac {\sin {\frac {\alpha +\beta }{2}}}{\cos {\frac {\gamma }{2}}}}} et {\displaystyle {\frac {\sin {\frac {a-b}{2}}}{\sin {\frac {c}{2}}}}={\frac {\sin {\frac {\alpha -\beta }{2}}}{\cos {\frac {\gamma }{2}}}}~.}
On en déduit la loi des tangentes en trigonométrie sphérique :
{\displaystyle {\frac {\tan {\frac {a-b}{2}}}{\tan {\frac {a+b}{2}}}}={\frac {\tan {\frac {\alpha -\beta }{2}}}{\tan {\frac {\alpha +\beta }{2}}}}~.}

#### Analogies de Napier
Elles s'obtiennent en combinant deux à deux les formules de Gauss (il est à noter que Napier a vécu bien avant Gauss) :
- {\displaystyle \tan {\frac {c}{2}}\cos {\frac {\alpha -\beta }{2}}=\tan {\frac {a+b}{2}}\cos {\frac {\alpha +\beta }{2}}}
- {\displaystyle \tan {\frac {c}{2}}\sin {\frac {\alpha -\beta }{2}}=\tan {\frac {a-b}{2}}\sin {\frac {\alpha +\beta }{2}}}
- {\displaystyle \cot {\frac {\gamma }{2}}\cos {\frac {a-b}{2}}=\tan {\frac {\alpha +\beta }{2}}\cos {\frac {a+b}{2}}}
- {\displaystyle \cot {\frac {\gamma }{2}}\sin {\frac {a-b}{2}}=\tan {\frac {\alpha -\beta }{2}}\sin {\frac {a+b}{2}}}

#### Aire du triangle sphérique
Elle est connue sous le nom de formule de Girard. De façon remarquable, l'aire du triangle sphérique se calcule très simplement à partir de ses trois angles : elle est exactement égale à son « défaut d'euclidianité » (différence entre la somme des angles du triangle et π) multiplié par le carré du rayon R de la sphère. Soit :
Remarque : ε est un angle solide s'exprimant en stéradians (pour {\displaystyle \alpha ,\,\beta } et {\displaystyle \gamma } exprimés en radians). Il porte le nom d'excès sphérique.
Cette formule se montre de façon élémentaire. Elle se fait en trois étapes :
- Lorsque la sphère est découpée en quatre secteurs (« fuseaux sphériques » ou « lunes » chez Legendre) par deux plans diamétraux, l'aire d'un des secteurs ainsi découpé est proportionnelle à l'angle {\displaystyle \alpha } des deux plans. Elle vaut donc : {\displaystyle {2\alpha R^{2}}}.
- Les trois plans diamétraux qui définissent un triangle sphérique découpent sur la sphère douze fuseaux dont six contiennent ce triangle ou son symétrique, de même aire, par rapport au centre de la sphère. Ces six fuseaux recouvrent la sphère, le triangle et son symétrique étant recouverts trois fois chacun, le reste ne l'étant qu'une seule fois. Ainsi, la somme des aires des six fuseaux est celle de la sphère augmentée quatre fois de celle du triangle. Il s'en déduit :

- Ainsi, après transformation :

Cette formule, découverte par Thomas Harriot, mais non publiée, fut donnée pour la première fois par Albert Girard vers 1625.

#### Formule de l'Huilier
Cette formule est analogue à la formule de Héron qui calcule l'aire d'un triangle euclidien en fonction de ses côtés, et elle fait la même chose pour le triangle sphérique :
{\displaystyle \tan {\frac {s}{2}}\tan {\frac {s-a}{2}}\tan {\frac {s-b}{2}}\tan {\frac {s-c}{2}}=\tan ^{2}{\frac {\varepsilon }{4}}}
(on rappelle qu'on a appelé s = 1/2(a + b + c) le demi-périmètre).

### Cas particulier du triangle rectangle sphérique
Les formules suivantes peuvent être vues comme des cas particuliers des formules précédentes mais sont historiquement établies avant celles sur le triangle quelconque par les mathématiciens arabes du Xe au XIIIe siècle. Elles sont au nombre de six. Pour la suite, on reprendra les notations établies précédemment et on considèrera un triangle rectangle en C.
Formule 1 : Dans tout triangle rectangle, le sinus d'un côté est égal au sinus de l'hypoténuse multiplié par le sinus de l'angle opposé :{\displaystyle \sin \,a=\sin \,c\sin \,\alpha .}Cette formule est un cas particulier de la formule des sinus.
Formule 2 : Dans tout triangle rectangle, le cosinus de l'hypoténuse est égal au produit des cosinus des deux autres côtés :{\displaystyle \cos \,c=\cos \,b\cos \,a.}Cette formule est un cas particulier de la formule des cosinus.
Formule 3 : Dans tout triangle rectangle, la cotangente d'un angle est égale au cosinus de l'hypoténuse multiplié par la tangente de l'autre angle : {\displaystyle \cot \,\alpha =\cos \,c\tan \,\beta .}Cette formule est un cas particulier de la relation duale de la formule des cosinus.
Formule 4 : Dans tout triangle rectangle, le cosinus d'un angle est égal au cosinus du côté opposé multiplié par le sinus de l'autre angle :{\displaystyle \cos \,\alpha =\cos \,a\sin \,\beta .}Cette formule est un cas particulier de la formule des cosinus.
Formule 5 : Dans tout triangle rectangle, la tangente d'un côté est égale à la tangente de l'hypoténuse multipliée par le cosinus de l'angle adjacent :{\displaystyle \tan \,a=\tan \,c\cos \,\beta .}Cette formule est un cas particulier de la troisième formule fondamentale.
Formule 6 : Dans tout triangle rectangle, la tangente d'un côté est égale à la tangente de l'angle opposé multipliée par le sinus de l'autre côté :{\displaystyle \tan \,a=\tan \,\alpha \sin \,b.}Cette formule est un cas particulier de la formule des cotangentes.
Ces relations trigonométriques sont à rapprocher de celles du triangle rectangle dans le plan. Sachant que BC/R = a, et qu'un triangle dans un plan est un triangle sur une sphère de rayon infini, on peut utiliser les développements limités :{\displaystyle \sin \,a=a+o(a^{2})}{\displaystyle \cos \,a=1-{\frac {a^{2}}{2}}+o(a^{3})}dans les formules, multiplier éventuellement par R ou R² et passer à la limite.
On obtient alors :
- Formule 1 : {\displaystyle BC=AB\sin \,\alpha }
- Formule 2 : {\displaystyle AB^{2}=BC^{2}+AC^{2}}
Cette égalité justifie le fait que la formule 2 est souvent appelée le théorème de Pythagore pour le triangle rectangle sphérique.
- Formule 3 : {\displaystyle \cot \,\alpha =\tan \,\beta }
- Formule 4 : {\displaystyle \cos \,\alpha =\sin \,\beta }
- Formule 5 : {\displaystyle BC=AB\cos \,\,\beta }
- Formule 6 : {\displaystyle BC=CA\tan \,\alpha }

### Retour à la trigonométrie plane
En trigonométrie sphérique, le travail se fait sur les angles α, β, γ du triangle et sur les angles au centre a, b, c interceptant les arcs BC, CA, AB. Si l'on veut travailler sur les longueurs a', b', c' des côtés du triangle, il faut (en considérant que les angles sont exprimés en radians) opérer les conversions a = a'/R, b = b'/R, c = c'/R
On peut alors s'interroger sur le devenir des formules pour un triangle dont les dimensions a', b', c' restent constantes, tandis que le rayon de la sphère grandit indéfiniment, le triangle sphérique devenant alors un triangle plan ou euclidien.
Les limites
{\displaystyle \lim _{h\to 0}{\frac {\sin h}{h}}=1}
{\displaystyle \lim _{h\to 0}{\frac {1-\cos h}{h^{2}}}={\frac {1}{2}}}
permettent les passages à la limite
{\displaystyle \lim _{R\to \infty }R\sin a=a'}
{\displaystyle \lim _{R\to \infty }2R^{2}(1-\cos a)=a'^{2}}
{\displaystyle \lim _{R\to \infty }R(1-\cos a)=0}
et permettent le remplacement des membres de gauche par les membres de droite quand le rayon est infiniment grand.

#### Formule des cosinus
En remarquant que:
{\displaystyle 1-\cos a\cos b=(1-\cos a)+(1-\cos b)-(1-\cos a)(1-\cos b)\,,}
la formule 
{\displaystyle \cos c=\cos a\,\cos b+\sin a\,\sin b\,\cos \gamma }
peut se transformer en 
{\displaystyle 1-\cos c=(1-\cos a)+(1-\cos b)-(1-\cos a)(1-\cos b)-\sin a\,\sin b\,\cos \gamma ~,}
puis, en multipliant par 2R2 et en opérant les remplacements annoncés
{\displaystyle c'^{2}=a'^{2}+b'^{2}-2a'b'\cos \gamma ~.}
Soit la loi des cosinus plane
La forme duale, quant à elle, donne l'égalité
{\displaystyle \cos \gamma =-\cos \alpha \,\cos \beta +\sin \alpha \,\sin \beta =-\cos(\alpha +\beta )}
rappelant que les angles γ et α + β sont supplémentaires dans un triangle plan.

#### Formule des sinus
Elle se traduit immédiatement de la formule en trigonométrie sphérique, en la multipliant par R :
{\displaystyle {\frac {a'}{\sin \alpha }}={\frac {b'}{\sin \beta }}={\frac {c'}{\sin \gamma }}~,}

#### Formule de Héron
En multipliant la formule de l’Huilier par R4, on obtient :
{\displaystyle R\tan {\frac {s}{2}}R\tan {\frac {s-a}{2}}R\tan {\frac {s-b}{2}}R\tan {\frac {s-c}{2}}=R^{4}\tan ^{2}{\frac {\varepsilon }{4}}}
Or
{\displaystyle \lim _{R\to \infty }R\tan {\frac {s}{2}}={\frac {p'}{2}}}
{\displaystyle \lim _{R\to \infty }R\tan {\frac {s-a}{2}}={\frac {p'-a'}{2}}}
où p' est la demi-somme des côtés du triangle. On en déduit : 
{\displaystyle \lim _{R\to \infty }R^{4}\tan ^{2}{\frac {\varepsilon }{4}}={\frac {p'(p'-a')(p'-b')(p'-c')}{16}}}
Soit encore, puisque ε/4 et tan(ε/4), sont équivalents:
{\displaystyle \lim _{R\to \infty }R^{4}\varepsilon ^{2}=p'(p'-a')(p'-b')(p'-c')}
En remplaçant dans la formule de l'aire et en passant à la limite:
{\displaystyle S^{2}=p'(p'-a')(p'-b')(p'-c')}
qui est la formule de Héron de la géométrie plane.

## Triangle polaire

Triangle (ABC) et son triangle polaire (A'B'C'). (OC') est l'axe de rotation du grand cercle (AB), etc.

Sur une sphère de centre O, on considère deux points A et B distincts et non diamétralement opposés. La droite passant par O et orthogonale au plan OAB rencontre la sphère en deux points qui sont appelés les pôles du plan (OAB).
Pour un triangle ABC tracé sur une sphère, on appelle C' le pôle du plan (OAB) situé sur le même hémisphère que C. On construit de même les points A' et B'. Le triangle (A'B'C') est appelé le triangle polaire du triangle ABC.
Par construction, les grands cercles (C'B') et (C'A') coupent le grand cercle (AB) en angle droit. Il en est de même des deux grands cercles (B'A') et (B'C') pour le grand cercle (AC), etc. Les côtés du triangle polaire sont donc perpendiculaires chacun à deux côtés du triangle d'origine.
La transformation qui, à un triangle associe son triangle polaire, est une application involutive, c'est-à-dire que le triangle polaire du triangle (A'B'C') est le triangle (ABC).
Les côtés du triangle (A'B'C') sont les supplémentaires des angles du triangle (ABC). Ce qui s'exprime par les égalités suivantes:{\displaystyle a'+\alpha =\pi \quad b'+\beta =\pi \quad c'+\gamma =\pi }
et par propriété de l'involution, les angles du triangle polaire sont les supplémentaires des côtés du triangle (ABC). Soit :{\displaystyle a+\alpha '=\pi \quad b+\beta '=\pi \quad c+\gamma '=\pi }
Ces relations permettent de déduire, à partir des formules fondamentales, les formules duales citées plus haut.

## Aperçu historique
La trigonométrie, et en particulier la trigonométrie sphérique, doit beaucoup aux astronomes et mathématiciens grecs Hipparque de Nicée ainsi que Ménélaos d'Alexandrie, mais aussi aux mathématiciens persans de langue arabe et indiens. Parmi les plus célèbres figurent Bhāskara II[réf. nécessaire], Abu Nasr Mansur, Abu l-Wafa et Al-Biruni qui démontrent la règle des sinus pour un triangle quelconque ainsi que les formules pour le triangle rectangle. La trigonométrie sphérique occupe une place importante dans les traités d'astronomie arabe et des traités spécifiques lui sont consacrés comme le traité de trigonométrie sphérique d'Ibn Muʿādh al-Jayyānī (XIe siècle), un mathématicien de l'Andalousie alors sous domination musulmane ou celui de Nasir ad-Din al-Tusi (XIIIe siècle).

## Applications
La trigonométrie sphérique facilite les calculs de coordonnées : 
- en astronomie, pour les changements relatifs aux divers systèmes de coordonnées angulaires : déclinaison, ascension droite, angle horaire, azimut et distance zénithale (ou hauteur) ;

- en géographie (latitude et longitude) ;
- en optique pour l'utilisation de la sphère de Poincaré ;
- en statistiques sur la sphère de l'iconographie des corrélations.